# Avelino Hernández Lucas
Avelino Hernández Lucas, né en septembre 1944 à Valdegeña (Soria, Espagne), mort le 21 juillet 2003 à Majorque (Îles Baléares), est un écrivain et conteur espagnol.

## Biographie
Avelino Hernândez est né à Valdegeña, petite commune rurale au pied du Moncayo, montagne mythique.
Il étudie à Miranda de Ebro, puis à l’Escurial (lettres et philosophie), à l’université de Séville (arabe), à l’université complutense de Madrid (droit). Ces tentatives non abouties, qui marquent une intense curiosité intellectuelle, s’inscrivent aussi dans son implication dans la lutte contre le franquisme. Il est arrêté par la Brigade politique sociale et condamné par le tribunal de l’Ordre public à trois années de prison (1970). Passé à la lutte clandestine, il est un des dirigeants de l’Organisation révolutionnaire des travailleurs (ORT) à Madrid, en Andalousie, Catalogne et Estrémadure. Il fait alors la connaissance de sa compagne, Teresa Ordinas.
En 1970, une opération des amygdales l’ayant temporairement laissé sans voix, il se met à l’écriture, qu’il ne quittera plus. Après la fin du régime de Franco on lui confie diverses charges : directeur des activités culturelles de la municipalité d’Aranjuez (1981), secrétaire du Conseil de l’éducation et de la culture de la Junte de Castille-et-León (1983), ministre de la Culture et de l’Université rurale européenne (1986). Il peut désormais écrire beaucoup, et il voyage également, se livrant à un travail ethnographique qui transparaît dans tous ses livres, en même temps qu’il devient un narrateur oral.
Collecteur de la mémoire rurale, Avelino Hernández parcourt inlassablement les villages, les collèges, les festivités et les réunions traditionnelles, y compris le filandón, sorte de veillée traditionnelle en León remise au goût du jour par des littérateurs.
En 1996, il s’installe à Selva, dans l’île de Majorque, aux Baléares. Au pied de la Serra de Tramuntana, atteint d’un cancer, il meurt pendant l’été de 2003. Selon sa volonté, il n’y a pas de cérémonie pour ses funérailles.
Son nom a été donné à plusieurs organisations et prix : une école d’Animation et de Temps libre, un prix de littérature jeunesse, un concours de documentaires pour les jeunes, institués à sa mémoire par la municipalité et la députation provinciale de Soria.

## Œuvres
L’œuvre de Avelino Hernández, à l’exception de quelques traductions en basque, catalan et galicien, est aujourd’hui (2016) publiée seulement en castillan.

### Livres de voyages et essais
- Donde la Vieja Castilla se acaba, Editorial de la Torre, Madrid (1982), édition illustrée Libros del Urbión, Soria (1986); (isbn /ancienne 843986858X)  (ISBN 9788415767145)
- Viaje a Serrada, Editorial Ámbito, Valladolid (1992)
- Crónicas del poniente castellano, avec Ignacio Sanz et Miguel Manzano Alonso, Ámbito ediciones, Valladolid (1985)
- Itinerarios desde Madrid, Anaya (1992)
- Soria hoy: guía de viajes por Soria y su provincia, Anaya Touring (1993)
- Guía de Soria, Ed. Júcar (1994)
- Invitación a Soria. A quien conmigo viene, Edilesa (édition posthume, 2006)
- Myo Cid en Tierras de Soria, Edyfoat (2001)

### Jeunesse
- Una vez había un pueblo, Ed. Emiliano Escolar (1981)
- Historia y cosas de Aranjuez, Ed. de la Torre (1983)
- La boina asesina del contador de cuentos, SM (1988)
- Silvestrito, (1986), personaje llevado a la radio por Pepe Sanz, en la Cadena SER. Miñón/Susaeta (1986)
- Carol, que veraneaba junto al mar, illustrations de Stefanie Saile, Espasa Juvenil, (2002)
- Cuentos de Nana Brunilda, Ed. Toray-RTVE (1992)
- Se me escapó mi perro Canuto, ediciones Paulinas (1989)
- 1943, Bruño (1990)
- Amigos, Susaeta (1990)
- Eva y Tania, Plaza y Janés (1990)
- Conspiración en el parque del Retiro, Anaya (1992)
- Y Juan salió a luchar contra el telediario, Grijalbo-Mondadori (1994)
- Y por qué no te atreves a llamarlo amor, Epígono (1997)
- Tu padre era mi amigo, Alba (1998)
- El valle del infierno, Anaya (1998)
- Va de cuentos, Espasa (1999)
- El árbol agradecido, Televisión Española (2000), disque au profit de l’Unicef
- Aquel niño y aquel viejo (aussi en catalan, basque et galicien), Kalandraka (2001)

### Romans et récits
- Campodelagua, Plaza y Janés (1990). Réédition en 2012 par Nuevos Rumbos
- Aún queda sol en las bardas, Ámbito ediciones, Valladolid (1984)
- La historia de san Kildán, Premio Miguel Delibes de Narrativa Castellana 1986. Endymión, Madrid.
- La Sierra del Alba, Edelvives, Madrid (1989)
- Almirante Montojo & Commodore Dewey (novela histórica), Epígono, Alicante, (1998)
- Una casa en la orilla de un río, Espasa Calpe, Madrid (1998)
- Los hijos de Jonás, Espasa Narrativa, Madrid (2001)
- La Señora Lubomirska regresa a Polonia, Espasa Narrativa, Madrid (2003)[1].
- Mientras cenan con nosotros los amigos, œuvre posthume, Candaya Editorial (2005)
- Las rarezas de los pájaros, œuvre posthume, Documenta Balear (2008)
- El día en que lloró Walt Whitman, Edelvives, Madrid, (1994)
- Cartas desde Selva, œuvre posthume, "Tertulia de los Martes", Caja Ahorros Segovia (2007)
- ¿No oyes el canto de la paloma? (antología), Prames (1999)
- El Aquilinón (relato humorístico), Ámbito (1993)
- Cuentos de taberna (avec Ignacio Sanz et Ramón García Domínguez), Ed. Popular (1989)
- Cuerdas y recuerdos en Sa Gerrería (relato testimonio), Consoci Mirall Palma Centre (2001)

### Poésie
- El septiembre de nuestros jardines, œuvre posthume, Casa Abierta Ed. Palma de Mallorca (2005)
- Poética, Casa Abierta editorial (2012)